# Horla församling
Horla församling var en församling i Skara stift och i Vårgårda kommun. Församlingen uppgick 2002 i Hols församling.

## Administrativ historik
Församlingen har medeltida ursprung. 
Församlingen var till 1962 annexförsamling i pastoratet Hol, Siene och Horla. Från 1962 till 1992 var den annexförsamling i pastoratet Lena, Bergstena, Fullestad, Hol, Siene och Horla. Från 1992 till 2002 var den annexförsamling i pastoratet Lena-Bergstena, Fullestad, Hol, Siene och Horla. Församlingen uppgick 2002 i Hols församling.

## Kyrkor
- Horla kyrka